# David Amess
Sir David Anthony Andrew Amess (født 26. marts 1952, død 15. oktober 2021) var en britisk konservativ politiker, som var medlem af det britiske underhus fra 1983 frem til sin død den 15. oktober 2021.
Amess blev dræbt den 15. oktober 2021, da han blev stukket ned under et vælgermøde i byen Leigh-on-Sea i Essex.

## Baggrund
David Amess blev født den 26. marts 1952 i Plaistow i Essex. (I dag kaldet Newham, som del af London).
Amess havde en bachelor i økonomi og administration fra Bournemouth University.

## Politiske karriere

### Basildon
Amess blev i 1983 valgt til det britiske underhus for valgkredsen Basildon. Amess beholdte denne position frem til 1997, hvor valgkredserne blev lavet om, så der var næsten sikkert at Labour ville vinde hans valgkreds. Amess skiftede derfor valgkreds.

### Southend West
Amess skiftede til valgkredsen Southend West, og blev valgt ind i 1997. Amess beholdte pladsen i Southend West frem til sin død.
Han blev adlet i 2015 for sit arbejde som politiker.

## Politiske positioner
David Amess var over sin lange parlamentariske karriere især aktiv i dyrevelfærd-debatten. Han var også en af de mere prominente abort-modstandere i parlamentet.
Amess var også støtter af Brexit.

## Død
David Amess afholdte et vælgermøde i Belfairs Methodist Church, en kirke i Leigh-on-Sea den 15. oktober 2021. Omkring klokken 12:05 blev han angrebet og stukket flere gange. Ifølge det britiske politi var motivet til angrebet islamisk ekstremisme. Politiet anholdt er 25-årig mand på gerningsstedet efter angrebet.
Amess blev behandlet på stedet, men døde kort efter af sine skader. Han blev 69 år gammel.